# بيت عيسى (همدان)

تعديل مصدري - تعديل

بيت عيسى هي إحدى قرى عزلة ربع همدان بمديرية همدان التابعة لمحافظة صنعاء، يبلغ تعداد سكانها 577 نسمة حسب تعداد اليمن لعام 2004.